# Вигеланд (парк)
„Вигеланд“ (на норвежки: Vigeland, правилен правопис по правилата за транскрипция Вигелан) е красив скулптурен парк в Осло, Норвегия с пълно име Скулптурен парк „Вигеланд“ (Vigelandsanlegget).

## Фрогнер парк
Паркът „Вигеланд“ е главната забележителност във Фрогнер парк (Frognerparken), намиращ се в едноименния градски район Фрогнер (Frogner). По света често под „Вигеланд“ се разбира не само скулптурният парк, но и целият Фрогнер парк.
Паркът се простира на 32 хектара във формата на квадрат, по чийто диагонал е разположен Скулптурният парк „Вигеланд“. Забележителност, освен Скулптурния парк, е Музеят „Вигеланд“. Край парка са изградени спортните съоръжения Фрогнер стадион, плувен комплекс Frognerbadet, тенис кортове. 
Фрогнер парк като цяло е най-посещаваната забележителност в Норвегия.

## История
Скулптурният парк „Вигеланд“ е наречен на неговия създател норвежкия скулптор Густав Вигеланд (1869 – 1943), трудил се за създаването му от скулптури в продължение на 40 г. Паркът е завършен едва след смъртта му. Работата на Вигеланд над парка продължава и през Втората световна война, дори по време на окупацията от Нацистка Германия, но през 1943 г. умира и паркът е завършен окончателно по неговите рисунки едва през 1950 г.
В своето студио в Осло Вигеланд е създал десетки скулптури. Когато през 1902 г. студиото му е трябвало да бъде разрушено (т.к. пречело на строителството на новата библиотека), Вигеланд се споразумява с Градския съвет, че ще подари на Осло всички свои произведения в случай, че му бъде предоставено ново студио, което след смъртта му да стане музей, и ако неговите скулптури ще украсяват градския парк.

## Състав и структура
Паркът е с дължина 850 метра. В него има 212 скулптурни композиции с около 600 фигури от бронз, гранит и ковано желязо. Всичко това е създадено от самия Вигеланд. Скулптурите са групирани в 5 последователни основни групи: Главни порти (вход), Мост, Фонтан (в центъра на парка), Монолит (с плато и тераса), Колело на живота. 

### Главни порти
Главните порти са от ковано желязо и гранит. Състоят се от пет големи врати, две малки за пешеходци и два покрити с мед контролно-пропускателни пункта, украсени с ветропоказатели. Главните порти са поставени през 1942 г. с пари от Норвежката банка.

### Мост
Най-хубавите скулптури – 58 на брой, са разположени по протежение на моста, който е дълъг 100 м и широк 15 м.
Те са от бронз и отразяват възприятието на Вигеланд за началото на живота на човека при раждането му, неговото развитие и завършека му със смъртта. Всички тези скулптури съответстват на основния замисъл на парка – „Човешкият темперамент“. Най-популярна е статуята „Сърдитото момченце“ (Sinnataggen). През 1940 година мостът става първата част на парка, отворена за посетители, докато голяма част парка все още е била в стадий на реконструкция.
В края на моста се намира детска площадка – група от 8 бронзови статуи, изобразяващи деца по време на игра. В центъра, на гранитна колона, е изобразен зародиш.

### Фонтан
Фонтанът е изготвен от бронз и украсен с 60 отделни бронзови скулптури. По първоначален замисъл е трябвало да стои пред зданието на норвежкия парламент (стортинг). Фонтанът се състои от фигури на хора в различни възрасти и скелети на клони на огромни дървета. Идеята на композицията е – след смъртта следва нов живот. Дъното на фонтана е покрито с мозайка от бял и чер гранит с площ 1800 м². Вигеланд е работил над този паметник от 1906 до 1943 година.

### Монолит с плато и тераса
Най-голямата от скулптурите се нарича „Монолит“ (на норвежки: Monolitten). Тя представлява колона с релефно покритие от 121 индивидуални и групови човешки фигури, изсечени в монолитен камък. Височината на скулптурната композиция е 14,12 м (46,32 фута), а с основата колоната е висока 17,12 м . Колоната символизира човешката борба за съществуване. Идеята на скулптора е да покаже желанието на човека да бъде по-близо до духовното и божественото. Монолитът се издига в най-високата точка на парка върху плато „Монолит“, разположено на триетажна квадратна тераса. До всеки етаж има по 6 стъпала. От третия етаж на терасата до Монолита водят 19 кръгови стъпала от всички посоки по склона на платото. По стъпалата има 36 групи други фигури, разположени симетрично в 12 посоки по на 3 етажа. Първата тераса е построена върху овално плато с размери 140 / 55 м. 
Изграждането на масивния паметник започва в 1924 година, когато Густав Вигеланд е направил неговия модел от глина в своето студио във Фрогнер. Проектирането му отнема 10 месеца. Предполага се, че Вигеланд е използвал няколко ескизи, създадени още през 1919 г. Впоследствие моделът е изпълнен от гипс. Есента на 1927 година от каменната кариера в Халденблок е доставен в парка гранитен блок с тегло няколкостотин тона и е поставен едва след година. Около него е построен дървен навес за защита от лошо време. Гипсовия модел на Вигеланд поставили встрани. Изграждането на фигурите по модела започва в 1929 година и отнема на трима каменоделци около 14 години. На Рождество Христово през 1944 г. за пръв път е разрешено на публика да се полюбува на Монолита и тълпа от 180 000 души препълва дървения навес, за да разгледа от близо творбата. Навесът е бил унищожен скоро след това.

### Колело на живота
След Монолита на квадратна площадка с размер 55 м има слънчев часовник със знаците на Зодиака. Изкован е през 1930 година  В края на дължината на парка от 850 м е „Колелото на живота“, направено ръчно през 1933 – 1934 г. „Колелото“ по форма прилича на венец от четирима възрастни хора и дете, безкрайно щастливи в своята хармония. Този символ на вечността изразява основната идея на парка: пътешествието на човека от люлката до погребението. 

## Други факти
Повечето от скулптурите в Парка „Вигеланд“ имат реални прототипи; именно за това те пораждат този поразителен ефект. Вигеланд се е опитал да покаже чрез своите скулптури целия човешки живот. Болшинството от статуите в парка изобразяват хора, въвлечени в различни характерни за човека дейности – бягане, борба, танц, прегръдка, държане за ръка и т.н. При това Вигеланд от време на време включва в ансамбъла някои статуи, предаващи по-абстрактни понятия – например, фигура на „Човек, атакуван от малки деца“ или „Мъж и две жени“.
През март 2007 г. паркът е подложен на вандалски действия – неизвестни лица разлепват черни хартиени изрезки по интимните части на всички скулптури в парка. Върху някои статуи е изливана боя.
Местните жители активно използват парка за игри, отдих на чист въздух, пикници.

## Галерия
- Изглед към парка „Вигеланд“ от Монолита
- Фонтанът в парка „Вигеланд“
- Езеро във Фрогнер парк
- Обелискът Монолит с платото и терасите
- Скулптурна композиция от върха на обелиска „Монолит“
- Детайли от скулптурната композиция на обелиска „Монолит“
- Скулптурни композиции от платото на Монолита
- Статуи на възрастни с деца от платото на Монолита
- „Мъж и три деца“ от терасата на Монолита
- Статуи на мъж и жена от терасата на Монолита
- Модели на скулптурни композиции от Монолита, изработени от Густав Вигеланд, съхранявани в музея „Вигеланд“ в Осло
- Модели на скулптурни композиции от Фонтана, изработени от Густав Вигеланд, съхранявани в музея „Вигеланд“ в Осло
- Изглед към моста на парка „Вигеланд“
- Статуи на майка и дете на моста
- Скулптурна композиция от парка „Вигеланд“
- „Момиче и влечуго“
- „Сърдитото момченце“
- „Човек, атакуван от малки деца“
- Автоскулптура на Густав Вигеланд в парка „Вигеланд“
- Скулптурна композиция „Мъж и две жени“